# Эдвардссон, Давид
Давид Микаэль Эдвардссон (швед. David Mikael Edvardsson; род. 5 марта 2002, Греббестад, Вестра-Гёталанд) — шведский футболист, полузащитник клуба «Вернаму».

## Клубная карьера
Является воспитанником «Греббестада». C 2016 года выступал за вторую команду в пятом шведском дивизионе. В ноябре 2017 года подписал с клубом первый профессиональный контракт. 17 мая 2018 года подписал контракт с «Мальмё», но на правах аренды до конца сезона продолжил выступать за «Греббестад». В его составе дебютировал в первом дивизионе 27 мая против «Мьельбю». По окончании аренды вернулся в «Мальмё», где выступал за молодёжную команду.
В июне 2021 года вместе с рядом других игроков команды на правах аренды перешёл в «Яммербугт», выступающий в первом дивизионе Дании. Провёл за клуб 12 игр, не отметившись результативными действиями. В ноябре у датского клуба начались финансовые проблемы, в результате чего Эдвардссон раньше времени был отозван из аренды и вернулся в «Мальмё».
2 августа 2022 года отправился в аренду до конца сезона в «Вернаму». Через пять дней в игре очередного тура с «Юргорденом» дебютировал за клуб в чемпионате Швеции. Эдвардссон появился на поле на 82-й минуте вместо Оскара Юханссона, а в компенсированное ко второму тайму время заработал жёлтую карточку.

## Карьера в сборной
Выступал за юношеские сборные Швеции различных возрастов. 12 ноября 2021 года дебютировал в составе молодёжной сборной в отборочном матче чемпионата Европы с Боснией. Эдвардссон вышел на поле на 87-й минуте вместо Карла Густафссона.

## Клубная статистика
| Выступление      | Выступление      | Выступление      | Лига | Лига | Кубки | Кубки | Конт. кубки | Конт. кубки | Итого | Итого |
| Клуб             | Лига             | Сезон            | Игры | Голы | Игры  | Голы  | Игры        | Голы        | Игры  | Голы  |
| ---------------- | ---------------- | ---------------- | ---- | ---- | ----- | ----- | ----------- | ----------- | ----- | ----- |
| Греббестад       | Дивизион 1       | 2018             | 10   | 0    | 0     | 0     | 0           | 0           | 10    | 0     |
| Греббестад       | Итого            | Итого            | 10   | 0    | 0     | 0     | 0           | 0           | 10    | 0     |
| Яммербугт        | 1-й дивизион     | 2021/22          | 12   | 0    | 0     | 0     | 0           | 0           | 12    | 0     |
| Яммербугт        | Итого            | Итого            | 12   | 0    | 0     | 0     | 0           | 0           | 12    | 0     |
| Вернаму          | Алльсвенскан     | 2022             | 1    | 0    | 0     | 0     | 0           | 0           | 1     | 0     |
| Вернаму          | Итого            | Итого            | 1    | 0    | 0     | 0     | 0           | 0           | 1     | 0     |
| Всего за карьеру | Всего за карьеру | Всего за карьеру | 23   | 0    | 0     | 0     | 0           | 0           | 23    | 0     |